# Eufònia becgrossa
L'eufònia becgrossa (Euphonia laniirostris) és un ocell de la família dels fringíl·lids (Fringillidae).

## Hàbitat i distribució
Habita boscos i vegetació secundària de les terres baixes de Costa Rica, Panamà, Colòmbia i oest i nord de Veneçuela, cap al sud, a través de l'est de l'Equador i est del Perú fins l'oest del Brasil amazònic i des de l'oest de l'Equador i nord-oest i centre del Perú fins al nord i l'est de Bolívia i l'adjunt Brasil amazònic.